# 喬治·羅姆尼 (畫家)

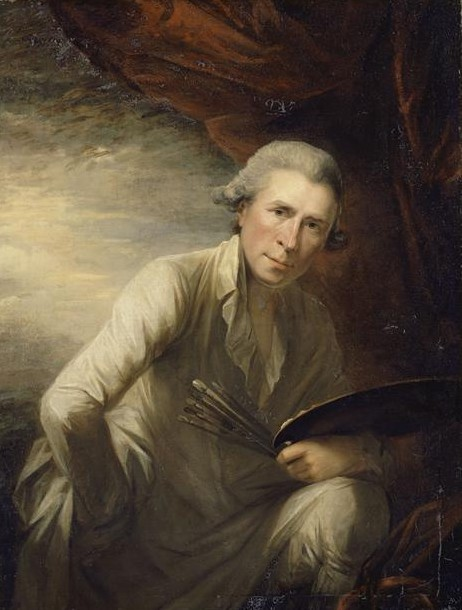
自画像

乔治·罗姆尼（George Romney，1734年12月26日—1802年11月15日），英国肖像画家。他是當時最杰出的艺术家之一，为许多社会人物作画，其中包括纳尔逊勋爵的情妇爱玛·汉密尔顿。
1782年罗姆尼与爱玛·汉密尔顿认识後，她便成为他的艺术穆斯。罗姆尼为爱玛创作了超过60幅作品，姿势各不相同，有些作品中爱玛还饰演历史或者神话人物。